# Стереотруба

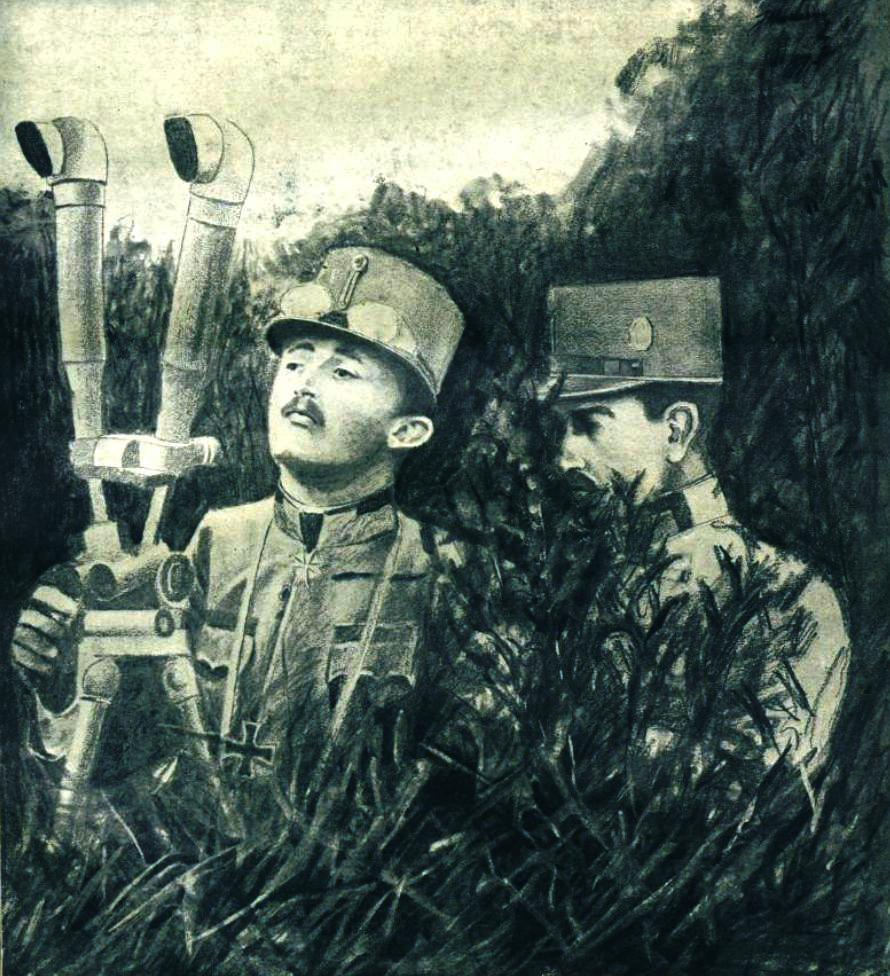
Император Австрии Карл I за стереотрубой во время битвы при Изонцо 1917 год

Стѐреотруба́ или бинокль-перископ — оптический прибор, состоящий из двух перископов, соединённых вместе у окуляров и разведённых в стороны у объективов, для наблюдения удалённых предметов двумя глазами.

## Описание

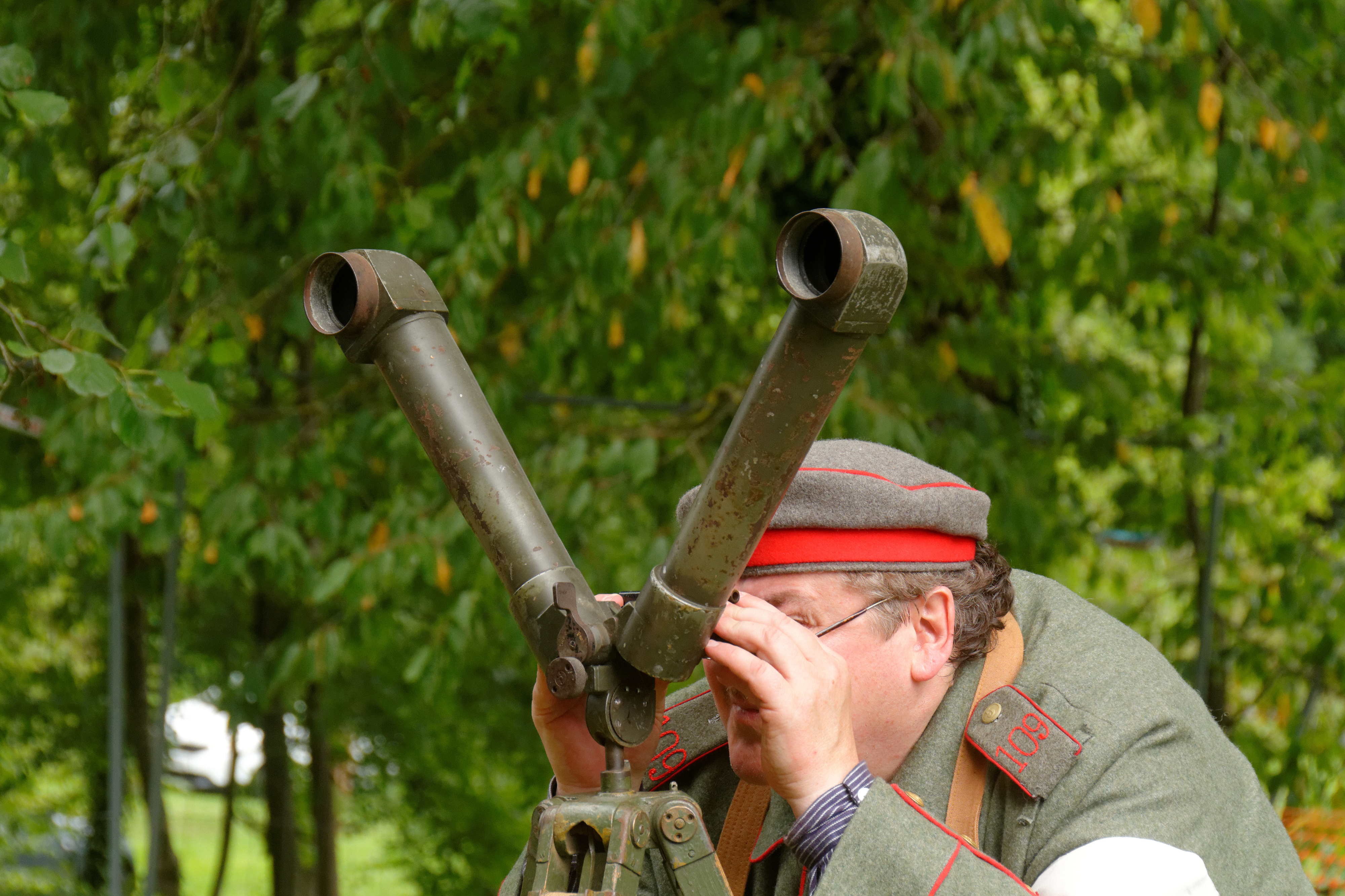
Стереотруба

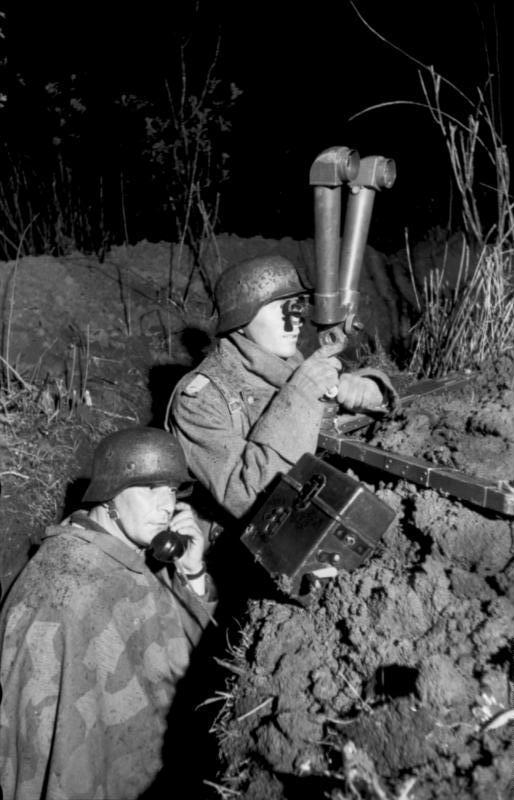
1943 год

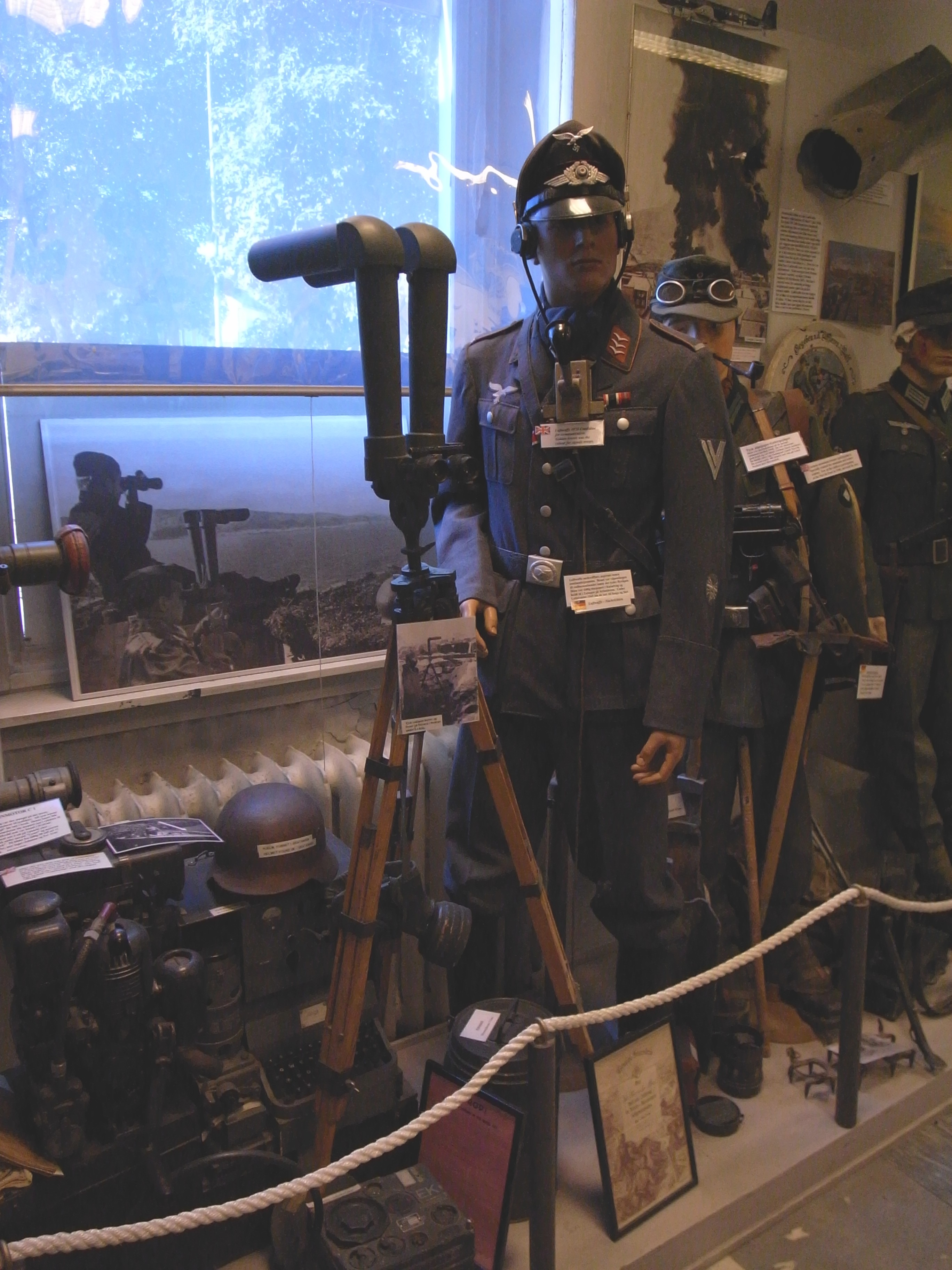
стереотруба в музее Второй мировой войны в Германии

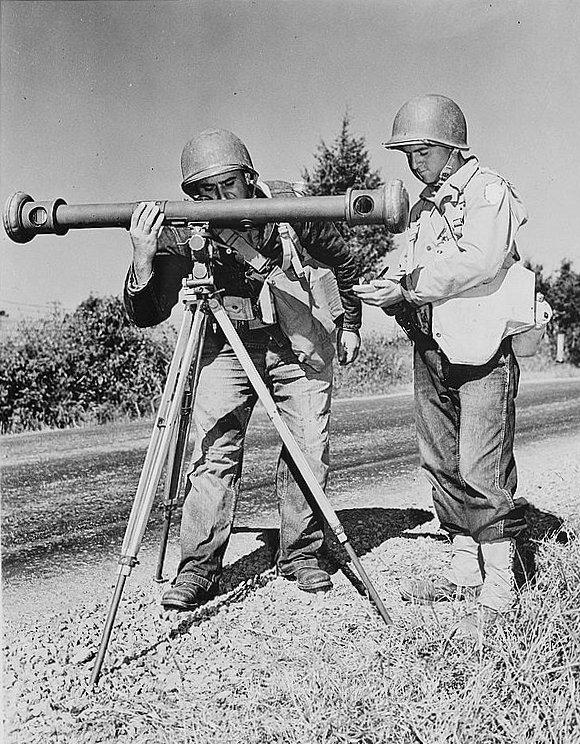
дальномер похожий на стереотрубу

В отличие от зрительной трубы, наблюдатель, смотря в стереотрубу, видит стереоскопическое изображение, причём стереоэффект значительно сильнее, чем в биноклях. Усиление этого эффекта называется «пластика» или «пластичность». Численно она равна произведению коэффициента оптического увеличения (кратности) на удельную пластичность — отношение расстояния между объективами к расстоянию между окулярами. Чем шире разведены в стороны объективы, тем больше пластичность — видимое изображение становится преувеличенно рельефным.
Вот как это описывал Я. И. Перельман в книге «Занимательная физика» (Кн. 1):
«Читатель, вероятно, догадался, что мыслимо устроить систему двух зрительных труб, через которые можно видеть рельеф данного ландшафта прямо в натуре, а не на фотографии. Такие приборы — стереотрубы — действительно существуют: две трубы отделены в них расстоянием большим, нежели нормальное расстояние между глаз, а оба изображения попадают в глаза посредством отражательных призм. Трудно описать ощущения, которые испытываешь, когда смотришь в подобные инструменты, — до того они необычайны! Вся природа преображается. Далёкие горы становятся рельефными, деревья, скалы, здания, корабли на море — все круглится, все выпукло, расставлено на бесконечном просторе, а не лежит на плоском экране. Вы непосредственно видите, как движется далёкое судно, которое в обыкновенные трубы кажется неподвижным. В таком виде должны были бы представляться наши земные ландшафты сказочным великанам».
Такие стереотрубы использовались в армии для наблюдения из-за укрытия и для оптического измерения расстояния по углу параллакса.